# Andy Clark
Andy Clark (New York, 12 marzo 1903 – New Rochelle, 16 novembre 1960) è stato un attore statunitense, attivo come attore bambino nel cinema muto dal 1912 al 1917 (tra i 9 e i 14 anni d'età).

## Biografia
Andy Clark nasce a New York nel 1903. 
Dall'età di 9 anni lavora per gli Edison Studios, prima al fianco di Yale Boss, poi succedendogli come attore bambino protagonista delle serie comiche della compagnia, fino al 1917, quando è impegnato con ruoli di supporto anche in alcuni lungometraggi.
Nella sua breve carriera di attore bambino lavora con ritmi oggi impensabili per un interprete così giovane, girando decine e decine di cortometraggi. Diventa noto al pubblico soprattutto come protagonista del serial cinematografico in 12 episodi che è a lui intitolato: The Adventures of Andy Clark (1913-14).
Con il passaggio all'adolescenza la sua carriera si interrompe. Il tentativo di riprenderla negli anni successivi da giovane attore non va oltre una serie di piccole parti negli anni Venti. Ritiratosi completamente dall'attività attoriale con l'avvento del sonoro, Clark rimane nel mondo del cinema come assistente alla regia.
Muore a New Rochelle (New York) nel 1960, all'età di 57 anni.

## Riconoscimenti
- Young Hollywood Hall of Fame (1908-1919)

## Filmografia
- How the Boys Fought the Indians - cortometraggio (1912)
- Mother Goose in a Sixteenth Century Theatre - cortometraggio (1912)
- It Wasn't Poison After All, regia di C.J. Williams - cortometraggio (1913)
- Newcomb's Necktie, regia di C.J. Williams - cortometraggio (1913)
- Her Royal Highness, regia di Walter Edwin - cortometraggio (1913)
- He Would Fix Things, regia di Ashley Miller - cortometraggio (1913)
- At Midnight, regia di C.J. Williams - cortometraggio (1913)
- For the Honor of the Force, regia di George Lessey - cortometraggio (1913)
- Porgy's Bouquet, regia di C. Jay Williams - cortometraggio (1913)
- Archie and the Bell Boy, regia di C.J. Williams - cortometraggio (1913)
- The Phantom Signal, regia di George Lessey - cortometraggio (1913)
- Enoch and Ezra's First Smoke, regia di Charles H. France - cortometraggio (1913)
- Greedy George, regia di Charles H. France - cortometraggio (1913)
- The Janitor's Quiet Life, regia di Charles M. Seay - cortometraggio (1913)
- Her Face Was Her Fortune, regia di C.J. Williams (1913)
- Andy Gets a Job, regia di Charles H. France - cortometraggio (1913)
- Andy Plays Hero, regia di Charles H. France - cortometraggio (1914)
- Andy Goes on the Stage, regia di Charles H. France - cortometraggio (1914)
- The Drama of Heyville, regia di Ashley Miller - cortometraggio (1914)
- Andy, the Actor, regia di Charles H. France - cortometraggio (1914)
- When the Cartridges Failed, regia di Ben F. Wilson - cortometraggio (1914)
- Andy and the Hypnotist , regia di Charles H. France - cortometraggio (1914)
- Quarantined, regia di Charles H. France - cortometraggio (1914)
- A Question of Hats and Gowns - cortometraggio (1914)
- Andy Plays Cupid, regia di Charles H. France - cortometraggio (1914)
- By Parcel Post, regia di Charles H. France - cortometraggio (1914)
- Andy Goes a-Pirating, regia di Charles H. France - cortometraggio (1914)
- Andy Has a Toothache, regia di Charles H. France - cortometraggio (1914)
- The Two Doctors, regia di George Lessey - cortometraggio (1914)
- A Deal in Statuary, regia di Charles M. Seay - cortometraggio (1914)
- Faint Heart Ne'er Won Fair Lady, regia di Charles M. Seay - cortometraggio (1914)
- One Touch of Nature, regia di Ashley Miller - cortometraggio (1914)
- Andy Learns to Swim, regia di Charles H. France (1914 - cortometraggio)
- Getting Andy's Goat, regia di Charles H. France - cortometraggio (1914)
- Making a Convert, regia di John H. Collins - cortometraggio (1914)
- Andy and the Redskins, regia di Charles H. France - cortometraggio (1914)
- The New Partner, regia di Langdon West - cortometraggio (1914)
- Andy Falls in Love, regia di Charles H. France - cortometraggio (1914)
- A Millinery Mix-Up, regia di Charles M. Seay - cortometraggio (1914)
- 'Twas the Night Before Christmas, regia di Ashley Miller  - cortometraggio(1914)
- A Weighty Matter for a Detective, regia di Charles M. Seay - cortometraggio (1915)
- Snap Shots, regia di Charles H. France - cortometraggio (1915)
- The Test, regia di James W. Castle - cortometraggio (1915)
- Cartoons in the Parlor, regia di Raoul Barré - cortometraggio (1915)
- It May Be You, regia di Will Louis - cortometraggio (1915)
- Poor Baby, regia di Will Louis - cortometraggio (1915)
- A Broth of a Boy - cortometraggio (1915)
- A Tribute to Mother, regia di Raymond L. Schrock - cortometraggio (1915)
- Blind Man's Bluff, regia di Harry Solter - cortometraggio (1916)
- The Trail of Chance, regia di Lucius Henderson - cortometraggio (1916)
- The Great Bradley Mystery, regia di Richard Ridgely (1917)
- Knights of the Square Table, regia di Alan Crosland - mediometraggio (1917)
- Gallegher, regia di Ben Turbett - cortometraggio (1917)
- The Apple-Tree Girl, regia di Alan Crosland (1917)
- The Great Victory, Wilson or the Kaiser? The Fall of the Hohenzollerns, regia di Charles Miller (1919)
- The Sporting Chance, regia di Oscar Apfel (1925)
- La corsa a ostacoli di Shamrock (The Shamrock Handicap), regia di John Ford (1926)
- Ali (Wings), regia di William A. Wellman'' (1927)
- One-Round Hogan, regia di Howard Bretherton (1927)
- I mendicanti della vita (Beggars of Life), regia di William A. Wellman (1928)
- The Man I Love, regia di William A. Wellman (1929)
- Rio Rita, regia di Luther Reed (1929)
- Hit the Deck, regia di Luther Reed (1929)
- Moonlight and Monkey Business, regia di Mark Sandrich (1930)